# Supermodified
A Supermodified Amon Tobin harmadik lemeze a Ninja Tune kiadónál.

## Számok
1. „Get Your Snack On” – 4:22
2. „Four Ton Mantis” – 4:45
3. „Slowly” – 5:37
4. „Marine Machines” – 5:45
5. „Golfer vs Boxer” – 6:17
6. „Deo” – 6:44
7. „Precursor” featuring Quadraceptor – 4:39
8. „Saboteur” – 5:18
9. „Chocolate Lovely” – 6:03
10. „Rhino Jockey” – 7:28
11. „Keepin’ It Steel (The Anvil Track)” – 4:29
12. „Natureland” – 5:48

## Megjegyzés
A „Saboteur” filmzeneként szerepelt a 2003-as Az olasz melóban